# Kontrakt psychologiczny
Kontrakt psychologiczny – zbiór wzajemnych, niepisanych oczekiwań istniejących pomiędzy pracownikami a ich pracodawcami. 
Pojęcie to odnosi się do relacji pracowniczych. Są to wzajemne zobowiązania i oczekiwania pracodawcy i pracownika. Stan kontraktu psychologicznego wpływa na ich warunki współdziałania, przy czym specyficzne oczekiwania każdej ze stron kontraktu wykraczają poza ramy formalnoprawnych uzgodnień.

## Zawarcie kontraktu psychologicznego między pracownikiem a organizacją
Kontrakt psychologiczny wykorzystywany jest podczas procesu kierowania ludźmi opartego na autorytecie, zaufaniu i dobrej komunikacji. Między kierownikami/menedżerami/innymi pracownikami wyższego szczebla a pracownikami niższych szczebli zawierana jest psychologiczna umowa, a także inne, nieformalne umowy.
| Umowy                         | Oczekiwania organizacji                                                     | Oczekiwania pracownika                                               |
| ----------------------------- | --------------------------------------------------------------------------- | -------------------------------------------------------------------- |
| Umowa o wiedzę                | Poziom umiejętności i wiadomości podwładnego                                | Wykorzystanie jego wiadomości i umiejętności w organizacji           |
| Umowa psychologiczna          | Potrzeba takiego oddziaływania na pracownika, aby strzegł interesów zakładu | Potrzeba odpowiednich bodźców ze strony organizacji i kierownictwa   |
| Umowa o wydajność (sprawność) | Potrzeba osiągania przez podwładnego wysokich wyników w pracy               | Potrzeba odpowiednich nagród za wysiłek                              |
| Umowa o moralności            | Potrzeba akceptacji przez podwładnego norm i wartości organizacji           | Potrzeba zgodności własnego systemu wartości z systemem organizacji  |
| Umowa o strukturę zadania     | Potrzeba akceptacji przez podwładnego warunków technicznych                 | Potrzeba odpowiednich wymagań, celów, zadań, „aury” społecznej, itp. |

## Kontrakt psychologiczny w kontekście analizy motywacji pracowników
Edgar Schein podkreślił znaczenie kontraktu psychologicznego jako głównej zmiennej w analizie motywacji pracowników. To, czy dana osoba przejawi podporządkowanie, lojalność i entuzjazm dla organizacji i jej celów zależy od:
- poziomu, do którego jej własne oczekiwania odnośnie do tego, czego dostarczy jej organizacja i do tego, co sama jest zobowiązana włożyć zgadzają się z  oczekiwaniami samej organizacji względem tego, co da pracownikowi i co od niego otrzyma,
- tego, co ma podlegać wymianie (pieniądze za czas pracy, zadowolenie i poczucie bezpieczeństwa w zamian za wykonaną pracę i lojalność, możliwość samorealizacji i ciekawa praca w zamian za pracę zgodną z celami organizacji, itd.)[1]

Stosunek między jednostką a organizacją ustala się na drodze wzajemnych wpływów i wzajemnych interesów w postaci kontraktu psychologicznego.